# Моносеево (Московская область)
Моносеево — деревня в Щёлковском районе Московской области России, входит в состав сельского поселения Медвежье-Озёрское.

## География
Деревня находится на северо-востоке Московской области, относящейся к Восточно-Европейской равнине, на высоте 147 м над уровнем моря. Деревня находится в зоне умеренно континентального климата с относительно холодной зимой и умеренно тёплым, а иногда и жарким, летом.
В деревне действует московское время.
Ближайшие населённые пункты — деревни Никифорово и Шевёлкино.
В деревне 2 улицы — Березовая и Сиреневая, к ней также приписаны три садоводческих товарищества (СНТ).

## История
В писцовых книгах 1577 г. в Кошелевом стане Московского уезда имеется близкое по названию и территории название — пустошь Мосеевская. По данным исторических карт XVI—XVII в., составленных по материалам академика Веселовского С. Б., в 1623 г. деревня указывается как Монасеево, на карте Шуберта Московской губернии 1860 г. значится как Манасева. В XVIII—XIX веках принадлежало князьям Волконским, Голицыным, дворянам Засецким.
В середине XIX века деревня Монасеево относилась ко 2-му стану Богородского уезда Московской губернии и принадлежала подполковнику Петру Ивановичу Вырубову. В деревне было 16 дворов, крестьян 59 душ мужского пола и 64 души женского.
В «Списке населённых мест» 1862 года — владельческая деревня 2-го стана Богородского уезда Московской губернии по левую сторону Владимирского шоссе, в 20 верстах от уездного города и 9 верстах от становой квартиры, при колодце, с 17 дворами и 104 жителями (48 мужчин, 56 женщин).
По данным на 1869 год — деревня Осеевской волости 3-го стана Богородского уезда с 19 дворами, 19 деревянными домами и 76 жителями (29 мужчин, 47 женщин), из них 2 грамотных мужчины. Имелось 7 лошадей, 10 единиц рогатого скота и 1 единица мелкого, земли было 146 десятин и 182 сажени, в том числе 84 десятины пахотной.
В 1913 году — 23 двора.
По материалам Всесоюзной переписи населения 1926 года — деревня Соколовского сельсовета Щёлковской волости Московского уезда в 3 км от Владимирского шоссе и в 2 км от станции Монино Северной железной дороги, проживало 149 жителей (75 мужчин, 74 женщины), насчитывалось 25 крестьянских хозяйств.
В 1994–2006 годах относилась к Медвежье-Озёрскому сельскому округу.

## Население
| 1852 | 1859 | 1869 | 1926 | 2002 | 2006 | 2010 |
| ---- | ---- | ---- | ---- | ---- | ---- | ---- |
| 123  | ↘104 | ↘76  | ↗149 | ↘31  | ↗43  | ↘41  |

## Транспорт и связь
Недалеко от деревни (3 км) находится железнодорожная пассажирская платформа Осеевская Ярославского направления Московской железной дороги.
От Московского автовокзала, расположенного рядом со станцией метро «Щёлковская», до деревни можно доехать автобусом и маршрутным такси (маршрут № 362 Ст. Монино) Мострансавто. Также курсирует маршрутное такси № 506 Москва (Метро «Щёлковская») — Лосино-Петровский.
До деревни из Москвы можно проехать по Щёлковскому шоссе А103, с поворотом (на 12 км) направо дорожный указатель д. Никифорово (7 км), далее направо дор. указатель д. Моносеево (3 км).